# Brunswick Township (Minnesota)
Brunswick ist ein ländliches Township in Kanabec County im US-Bundesstaat Minnesota. Das U.S. Census Bureau hat bei der Volkszählung 2020 eine Einwohnerzahl von 1320 ermittelt.

## Geographie
Brunswick hat eine Fläche von 91,6 km², wovon 1,9 km² Wasser ist.

## Demographische Daten
Nach der Volkszählung des United States Census Bureau im Jahre 2000 gab es in der Stadt 1.263 Einwohner, 454 Haushalte und 350 Familien, die in der Stadt wohnten. Die Bevölkerungsdichte lag bei 14,1 Personen / km². Ethnisch betrachtet setzte sich die Bevölkerung zusammen aus 97,86 % weißer Bevölkerung, 0,08 % Afroamerikaner, 0,71 % amerikanische Ureinwohner, 0,24 % Asiaten, 0,32 % pazifische Insulaner und 0,79 % Mischlinge. 1,35 % sind Latinos unterschiedlicher Abstammung.
Von den 454 Haushalten hatten 39,9 % Kinder unter 18 Jahren, die im Haushalt lebten. 65,2 % waren verheiratete, zusammenlebende Paare. 7,7 % waren allein erziehende Mütter, 22,7 % waren keine Familien. 18,5 % aller Haushalte waren Single-Haushalte und in 5,9 % lebten Menschen älter als 65 Jahre. Die Durchschnittshaushaltsgröße betrug 2,78 und die durchschnittliche Familiengröße war 3,15 Personen.
30,6 % der Bevölkerung waren unter 18 Jahre alt, 6,0 % zwischen 18 und 24, 30,3 % zwischen 25 und 44, 23,1 % zwischen 45 und 64, und 10,0 % waren 65 Jahre alt oder älter. Das Durchschnittsalter betrug 35 Jahre. Auf 100 weibliche Personen aller Altersgruppen kamen 113,00 männliche Personen. Auf 100 Frauen im Alter von 18 Jahren und darüber kamen 107,8 Männer.
Das jährliche Durchschnittseinkommen eines Haushalts betrug 45.278 USD, das Durchschnittseinkommen einer Familie belief sich auf 48.804 USD. Männer hatten ein durchschnittliches Einkommen von 34.688 USD, Frauen 23.125 USD. Das Prokopfeinkommen betrug 17.295 USD. 6,4 % der Bevölkerung und 4,7 % der Familien leben unterhalb der Armutsgrenze, darin enthalten 9,7 % der Kinder oder Jugendliche die jünger als 18 Jahre und 6,1 % der Menschen die älter als 65 sind.